# Zamora, Spanien
Zamora (spanskt uttal: [θaˈmoɾa]) är en stad och kommun i den autonoma regionen Kastilien och León i nordvästra Spanien. Staden ligger vid floden Duero, cirka 210 kilometer nordväst om Madrid. Zamora är huvudort i provinsen med samma namn. Kommunen har 59 506 invånare (2024), på en yta av 149,92 km².
Staden kännetecknas av de 24 katolska kyrkorna i romansk stil, bland dem den berömda katedralen som byggdes mellan 1151 och 1174. Varje år under påsken kommer många besökare till staden.